# Mùa bão Đông Bắc Thái Bình Dương 2017
Mùa bão Đông Bắc Thái Bình Dương 2017 là một sự kiện mà theo đó, các cơn bão được hình thành ở Thái Bình Dương,phía Bắc xích đạo, phía Đông đường đổi ngày quốc tế trong năm 2017-khu vực được theo dõi chính thức của hai trung tâm gồm Trung tâm Bão Quốc gia Hoa Kỳ (NHC) và Trung tâm Bão Giữa Thái Bình Dương (CPHC) thuộc NOAA. Mùa bão hàng năm ở lưu vực phía Đông chính thức bắt đầu vào ngày 15 tháng 5. Mùa bão bắt đầu bằng cơn bão nhiệt đới Adrian vào ngày 10 tháng 5. Tổng số thiệt hại do mùa bão năm 2017 là 375,2tr USD và có 45 người chết.

## Dòng thời gian

Bão nhiệt đới Greg (Trái), Bão Irwin (Giữa), và Bão Hilary (phải) Cùng hoạt động vào ngày 24 tháng 7